# Choerades luteipennis
Choerades luteipennis là một loài ruồi trong họ Asilidae. Choerades luteipennis được Macquart miêu tả năm 1848.